# Assedio di Bari
L'assedio di Bari fu combattuto tra il 1068-1071, tra i normanni, guidati da Roberto il Guiscardo e i bizantini del Catepanato d'Italia.

## Antefatto
Dopo il 1060, solo poche città costiere della Puglia erano ancora sotto il possesso bizantino, ma erano minacciate dai normanni, intenzionati a porre fine al dominio bizantino in Italia, prima di concentrare le loro forze alla conquista della Sicilia araba. Per questo motivo molte truppe normanne dalla Sicilia furono richiamate, affidate al conte Goffredo ed impiegate per assediare Otranto.

## L'assedio
Roberto il Guiscardo con un buon contingente di truppe si pose all'assedio di Bari il 5 agosto del 1068. Nella città pugliese si erano formati due partiti, uno fedele all'impero bizantino e l'altro filonormanno campeggiato da Argirizzo di Gioannaccio. Alla fine prevalse il partito filobizantino e, quando si avvistarono le truppe normanne, i baresi chiusero le porte della città e mandarono un'ambasceria a Costantinopoli per richiedere aiuti militari a Romano IV Diogene, respingendo quindi le negoziazioni offerte da Roberto il Guiscardo.
Mentre in ottobre cadeva Otranto, nell'assedio di Bari le truppe normanne furono continuamente respinte, negli attacchi alle mura, dai bizantini. Per questo motivo Roberto fece bloccare il porto di Bari con un ponte fortificato, in modo che la città non potesse ricevere rifornimenti, ma i bizantini distrussero il ponte, riuscendo così a tenere un contatto marittimo con la madre patria.
Vista la situazione nel sud Italia, Romano IV decise di nominare un nuovo catapano d'Italia, Avartutele: gli fu fornita una flotta con uomini e viveri, con la quale sarebbe dovuto approdare a Bari in aiuto della città assediata. La flotta bizantina arrivò a Bari nei primi mesi del 1069, mentre un esercito bizantino fu sconfitto in campo aperto dai normanni, che occuparono Gravina e Obbiano. Roberto non tornò immediatamente a Bari, ma nel gennaio del 1070 si diresse a Brindisi per aiutare i normanni impegnati ad assediarla. Nell'autunno 1070 (1071 nel calendario bizantino) Brindisi capitolò.

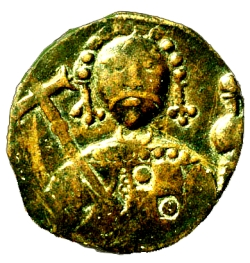
Moneta di Roberto il Guiscardo.

La situazione a Bari era critica: la popolazione pativa la fame; per tentare di porre fine all'assedio, Avartutele ordì un complotto per assassinare Roberto il Guiscardo, ma il patrizio Bisanzio Guideliku fallì nell'impresa; nel luglio del 1070 fu lo stesso Bisanzio ad essere assassinato per ordine di Argirizzo; questo fatto diede maggior potere ad Argirizzo il quale organizzò una delegazione di cittadini per parlare con il catapano (ufficiale bizantino che nella gerarchia militare era al di sopra dello strategos) e chiedere di difendere meglio la città o di consegnarla ai normanni. Avartutele temporeggiò, mandò un'ambasceria a Costantinopoli con la richiesta di aiuti all'imperatore. Una flotta carica di grano arrivò a Bari, ma, quando il grano finì, alcuni cittadini andarono nuovamente dal catapano chiedendogli di mandare un'ambasciera all'imperatore per ricordargli che molti baresi erano morti di fame inutilmente e per chiedergli di mandare al più presto un esercito.
Ma neppure l'imperatore era in una buona situazione: non aveva un esercito numeroso, l'impero era minacciato ad Oriente e in più i suoi generali temevano i normanni, dai quali erano sempre stati sconfitti. Romano IV riuscì ad armare 20 navi che diede in comando a Gozzelino, un ribelle normanno che aveva riparato a Costantinopoli, a lui fu affiancato Stefano Paterano, nominato catapano d'Italia. Ma i normanni erano pronti a ricevere i rinforzi bizantini: infatti quando nel febbraio del 1071 le navi bizantine arrivarono, i normanni le intercettarono e le sconfissero. Durante questo combattimento navale l'imbarcazione di Gozzelino fu riconosciuta grazie a due lanterne: i normanni nel tentativo di prendere il traditore, persero circa 150 uomini, ma alla fine lo catturarono, mentre Stefano Paterano riuscì con un colpo di fortuna ad entrare dentro Bari. Il nuovo catapano si rese conto che Bari non poteva resistere e mandò a parlamentare con i normanni Argirizzo, che ottenne condizioni buone, quindi il 15 aprile 1071 Bari fu consegnata ai normanni.

## Conseguenze
Stefano Paterano fu inizialmente messo in prigionia, poi fu lasciato tornare a Costantinopoli, insieme ad altri superstiti. Si apriva per l'impero bizantino un periodo molto buio: la caduta di Bari rappresentò infatti una catastrofe per l'impero, con la dominazione greca in Italia che terminava dopo 536 anni. L'unico tentativo imperiale di riprendersi il sud Italia fu compiuto da Manuele I Comneno tra il 1155-1158, ma fallì. Il 1071 sì rivelò ulteriormente catastrofico per i bizantini per via della disfatta riportata nella battaglia di Manzicerta del 19 agosto, dove Romano IV venne preso prigioniero dai turchi selgiuchidi. Nell'arco di un decennio, quasi tutta l'Asia Minore cadde nelle mani dei turchi.